# نهائي كأس الاتحاد الإنجليزي 1908
نهائي كأس الاتحاد الإنجليزي 1908 (بالإنجليزية: 1908 FA Cup final)‏ هي مباراة كرة قدم الختامية لتحديد الفائز في بطولة كأس الاتحاد الإنجليزي 1907–08 في البطولة السابعة والثلاثين من مسابقة كأس الاتحاد الإنجليزي في بطولة الأقدم في تاريخ في كرة القدم وينظمها الاتحاد الإنجليزي لكرة القدم، أقيمت المباراة بين ولفرهامبتون واندررز ونيوكاسل يونايتد على ملعب كريستال بالاس بارك. كان نيوكاسل قد أنهى للتو الموسم في المركز الرابع في دوري الدرجة الأولى، بعد فوزه بالدوري في موسم 1906-1907. تعتبر هذه ثالث مشاركة لنيوكاسل يونايتد في نهائي كأس الاتحاد الإنجليزي خلال أربع سنوات (رغم أنه لم يفز باللقب بعد). وكان هذا الفوز الثاني للذئاب من أصل أربعة ألقاب في كأس الاتحاد الإنجليزي في تاريخ النادي، بعد 15 عامًا من فوز الفريق الذهبي العريق على إيفرتون في أول ظهورٍ له على الإطلاق في النهائي. يُعد فوزه الساحق على فولهام بنتيجة 6-0 في نصف النهائي فوزًا قياسيًا في نصف النهائي. في المقابل، احتل وولفرهامبتون المركز التاسع في دوري الدرجة الثانية.
ومع ذلك، خالف وولفرهامبتون التوقعات بفوزه بالمباراة بنتيجة 3-1، بأهداف سجلها كينيث هانت وجورج هيدلي وبيلي هاريسون. سجل جيمس هاوي هدف الفوز لفريق ماغبايز. ثم سلم عمدة لندن، السير جون بيل، الكأس إلى بيلي وولدريدج، لاعب وولفرهامبتون.

## عن الفريقين
| الفريق               | التتويج | المشاركات السابقة في النهائيات (الخط الغليظ للأرقام يشير لسنة التتويج باللقب) |
| -------------------- | ------- | ----------------------------------------------------------------------------- |
| وولفرهامبتون واندررز | 1       | 3 (1889، 1893، 1896)                                                          |
| نيوكاسل يونايتد      | 0       | 2 (1905، 1906)                                                                |

## الطريق إلى النهائي
| وولفرهامبتون واندررز                                    | وولفرهامبتون واندررز | ضد             | نيوكاسل يونايتد | نيوكاسل يونايتد |
| الخصم                                                   | النتيجة              | مراحل المسابقة | الخصم           | النتيجة         |
| ------------------------------------------------------- | -------------------- | -------------- | --------------- | --------------- |
| برادفورد سيتي - مباراة الإعادة:                         | 1–1 1–0              | الجولة الأولى  | نوتينغهام فورست | 2–0             |
| نادي بوري                                               | 2–0                  | الجولة الثانية | وست هام يونايتد | 2–0             |
| سويندون تاون                                            | 2–0                  | الجولة الثالثة | ليفربول         | 3–1             |
| ستوك سيتي                                               | 0–1                  | ربع النهائي    | غريمسبي تاون    | 5–1             |
| ساوثهامبتون (م)                                         | 2–0                  | نصف النهائي    | فولهام (م)      | 6–0             |
| (د) = داخل الديار ; (خ) = خارج الديار; (م) = ملعب محايد |                      |                |                 |                 |

## المباراة

### تفاصيل المباراة
| وولفرهامبتون واندررز               | 3–1 | نيوكاسل يونايتد |
| ---------------------------------- | --- | --------------- |
| هانت 40' · هيدلي 43' · هاريسون 85' |     | هاوي 73'        |

| وولفرهامبتون واندررز | نيوكاسل يونايتد |